# Imagine One Day
Pistes de Hall of Mirrors
Open Road Just Look Away
Imagine One Day est le premier single de la chanteuse canadienne Grace et aussi le premier extrait de son premier album : Hall of Mirrors. C'est avec ce titre que Grace s'est fait connaître en France, en le chantant au concert organisé à l'occasion de la Fête de la musique, le 21 juin 2008 et diffusé sur France 2.
Le clip a été tourné dans le Sud de l'Algérie chez les Touaregs.